# Mariana García
Mariana García (sinh năm 1999) là người mẫu Guatemala và chủ nhân cuộc thi sắc đẹp đã đăng quang Hoa hậu Guatemala 2018. Cô đại diện Guatemala tại cuộc thi Hoa hậu Hoàn vũ 2018.

## Cuộc sống cá nhân
García được sinh ra ở thành phố Guatemala. Cô là một người dẫn chương trình phát thanh cũng như một người mẫu.

## Cuộc thi sắc đẹp

### Hoa hậu Guatemala 2018
García đã đăng quang khi đêm chung kết Hoa hậu Guatemala 2018 được tổ chức tại Nhà hát Quốc gia Miguel Ángel Asturias vào ngày 31 tháng 8 năm 2018. Cô kế nhiệm cựu vương Isel Suñiga.

### Hoa hậu Hoàn vũ 2018
García đại diện Guatemala tại Miss Universe 2018 sẽ được tổ chức vào ngày 17 tháng 12 năm 2018 tại Bangkok, Thái Lan.